# Iurie Lealicov

Acad. Iurie Lealicov

Iurie Lealicov (n. 1909 – d. 1976) a fost un specialist moldovean în chimie analitică, care a fost ales ca membru corespondent al Academiei de Științe a Moldovei.
La data de 1 august 1961, a fost ales ca membru corespondent al Academiei de Științe a RSSM. Între anii 1961-1963 a îndeplinit funcția de secretar științific general al Academiei de Științe din RSS Moldovenească.
Iurie Lealicov a încetat din viață în anul 1976.